# Безымянный (курган)
Безымя́нный — древнерусский курган первой половины X века в Чернигове. Один из курганов курганного могильника «Болдины горы» — памятника археологии национального значения — который входит в комплекс археологических памятников Некрополь древнего города Чернигова.

## Исследования
Второй по величине курган Болдиных гор в Чернигове. Высота — 5 м (первоначально — 7 м), диаметр — 21 м. Расположен рядом с курганом Гульбище, на расстоянии около 15 м. Впервые был раскопан в 1872 году археологом Дмитрием Самоквасовым. В своих исследованиях Самоквасов отметил, что в то время курган опоясывал ров 6 аршин (около 8 м) шириной и 2,5 аршина в глубину. Курган раскапывался по той же технике, что и Гульбище — сначала археологи сняли половину верховья насыпи, затем углубились в шурф по центру. 
Комплекс находок в кургане располагался на глубине подножия, где было найдено большое кострище. Археологи обнаружили топор, серп, нож, конскую сбрую, бронзовые пуговицы, обломок костяного гребня с орнаментом, железные обручи от деревянных вёдер, остатки одежды. Находки из этого кургана были в худшем состоянии, чем предметы из Гульбища, некоторые из них были полностью испорчены. Дмитрий Самоквасов объяснил это наличием во рву ямы, по которой к подножию кургана впитывалась сточная вода после дождей. Находки раскопок хранятся в Государственном историческом музее в Москве.